# عقان (المسيمير)

تعديل مصدري - تعديل

عقان هي إحدى قرى عزلة المسيمير بمديرية المسيمير التابعة لمحافظة لحج، بلغ تعداد سكانها 822 نسمة حسب تعداد اليمن لعام 2004.